# Juan Carlos Sánchez Lázaro
Juan Carlos Sánchez Lázaro (Madrid, 1961) es un empresario y exejecutivo del Real Madrid. Fue director de la sección de baloncesto del Real Madrid entre el año 2010 y 2025. Ha conseguido 26 títulos con los técnicos Pablo Laso (2011-2022) y Chus Mateo (2022-2025) al frente, convirtiéndose en el responsable de baloncesto del Madrid con mejor palmarés en toda su historia.

## Trayectoria
Empresario de restauración, fue propietario del Asador Frontón, junto con su hermano Fernando. Fue miembro de la comisión delegada de la ACB y vicepresidente de la Federación Española de Baloncesto, además de ser miembro de la directiva del Real Madrid. En verano de 2010 se convirtió en director de la sección de baloncesto del Real Madrid, siendo acompañado como director técnico por Alberto Herreros.
Cuando se hizo cargo de la sección planteó un equipo estable basado en jugadores españoles de éxito que pudiera identificarse fácilmente con la afición. Felipe Reyes, Rudy Fernández, "Chacho" Rodríguez y Sergio Llul conformaron un grupo compacto que junto a Pablo Laso en el banquillo ha dado al club una nueva edad dorada después de más de 20 años pobres resultados y constantes cambios de sede. Vista Alegre, Torrejón y Palacio de los Deportes.

## Palmarés como directivo de la sección de baloncesto
- Copa Intercontinental (2015)
- 3x Euroliga (2015, 2018, 2023)
- 8x Liga ACB (2013, 2015, 2016, 2018, 2019, 2022, 2024, 2025)
- 7x Copa del Rey (2012, 2014, 2015, 2016, 2017, 2020, 2024)
- 9x Supercopa de España (2012, 2013, 2014, 2018, 2019, 2020, 2021, 2022, 2023)